# Paul Prigl
Paul Prigl (* 1. Februar 1921 in Baden; † 17. Juni 1988 in Horn) war ein österreichischer Politiker (SPÖ). Er war von 1967 bis 1977 Abgeordneter zum Landtag von Niederösterreich.
Prigl besuchte die Volks-, Haupt- und Handelsschule und wurde 1940 zum Reichsarbeitsdienst einberufen. Er diente zwischen 1941 und 1945 im Zweiten Weltkrieg und war zwischen 1960 und 1962 als Gewerkschaftssekretär aktiv. Ab 1962 arbeitete er als Amtsstellenleiter der Arbeiterkammer Niederösterreich. Prigl war zudem zwischen 1960 und 1977 SPÖ-Bezirksparteivorsitzender und fungierte von 1965 bis 1980 als Gemeinderat in Horn. Des Weiteren vertrat er vom 6. April 1967 bis zum 31. Oktober 1977 die SPÖ im Niederösterreichischen Landtag. 